# Championnat d'Asie et d'Océanie de volley-ball masculin 1997
Le championnat d'Asie et d'Océanie de volley-ball masculin 1997 est la neuvième édition de cette compétition. Elle a rassemblé 17 équipes en phase finale à Doha (Qatar), soit trois de plus que lors de l'édition précédente. Il a été remporté par la Chine, suivie du Japon (2e) et de l'Australie (3e).
Navigation
Édition précédente Édition suivante

## Classement final
| Place              | Équipe              |
| ------------------ | ------------------- |
| Médaille d'or      | Chine               |
| Médaille d'argent  | Japon               |
| Médaille de bronze | Australie           |
| 4                  | Taïwan              |
| 5                  | Corée du Sud        |
| 6                  | Iran                |
| 7                  | Pakistan            |
| 8                  | Qatar               |
| 9                  | Inde                |
| 10                 | Bahreïn             |
| 11                 | Thaïlande           |
| 12                 | Arabie saoudite     |
| 13                 | Macao               |
| 14                 | Philippines         |
| 15                 | Sri Lanka           |
| 16                 | Ouzbékistan         |
| 17                 | Émirats arabes unis |